# 李堪 (东汉)
李堪（2世纪—211年），河東人。东汉末年興平年間起兵作亂，有數千部眾。

## 生平
建安十六年（211年），马超与关中诸将侯选、程银、李堪、张横、梁兴、成宜、马玩、杨秋、韩遂等起兵反对曹操，号称关中十部。在潼關之戰中，馬超、韓遂對上曹操大軍作战失败，李堪阵亡。
《太平御覽》引《典略》記載李堪入長安時曾居董卓故塢中「拔取酸棗藜藿以給食，發塚取衣蓋形」。

## 藝術形象

### 三國演義
在小說《三國演義》中，李堪是韩遂麾下“旗本八骑”之一，协助马超复仇而借兵出战。后来李堪跟随韩遂投靠曹操，阻截马超时，被于禁一箭误伤而死。。吉川英治小説《三国志》作李湛。